# Artūrs Dārznieks
Artūrs Dārznieks (Jēkabpils, 20 de abril de 1993) es un deportista letón que compite en luge en la modalidad individual.
Ganó una medalla de bronce en el Campeonato Mundial de Luge de 2021 y tres medallas en el Campeonato Europeo de Luge entre los años 2016 y 2021.

## Palmarés internacional
| Campeonato Mundial | Campeonato Mundial   | Campeonato Mundial | Campeonato Mundial |
| Año                | Lugar                | Medalla            | Prueba             |
| ------------------ | -------------------- | ------------------ | ------------------ |
| 2021               | Königssee (Alemania) | Medalla de bronce  | Equipo             |
| Campeonato Europeo |                      |                    |                    |
| Año                | Lugar                | Medalla            | Prueba             |
| 2016               | Altenberg (Alemania) | Medalla de plata   | Equipo             |
| 2017               | Königssee (Alemania) | Medalla de bronce  | Equipo             |
| 2021               | Sigulda (Letonia)    | Medalla de plata   | Equipo             |